# Jacqueline de Rohan

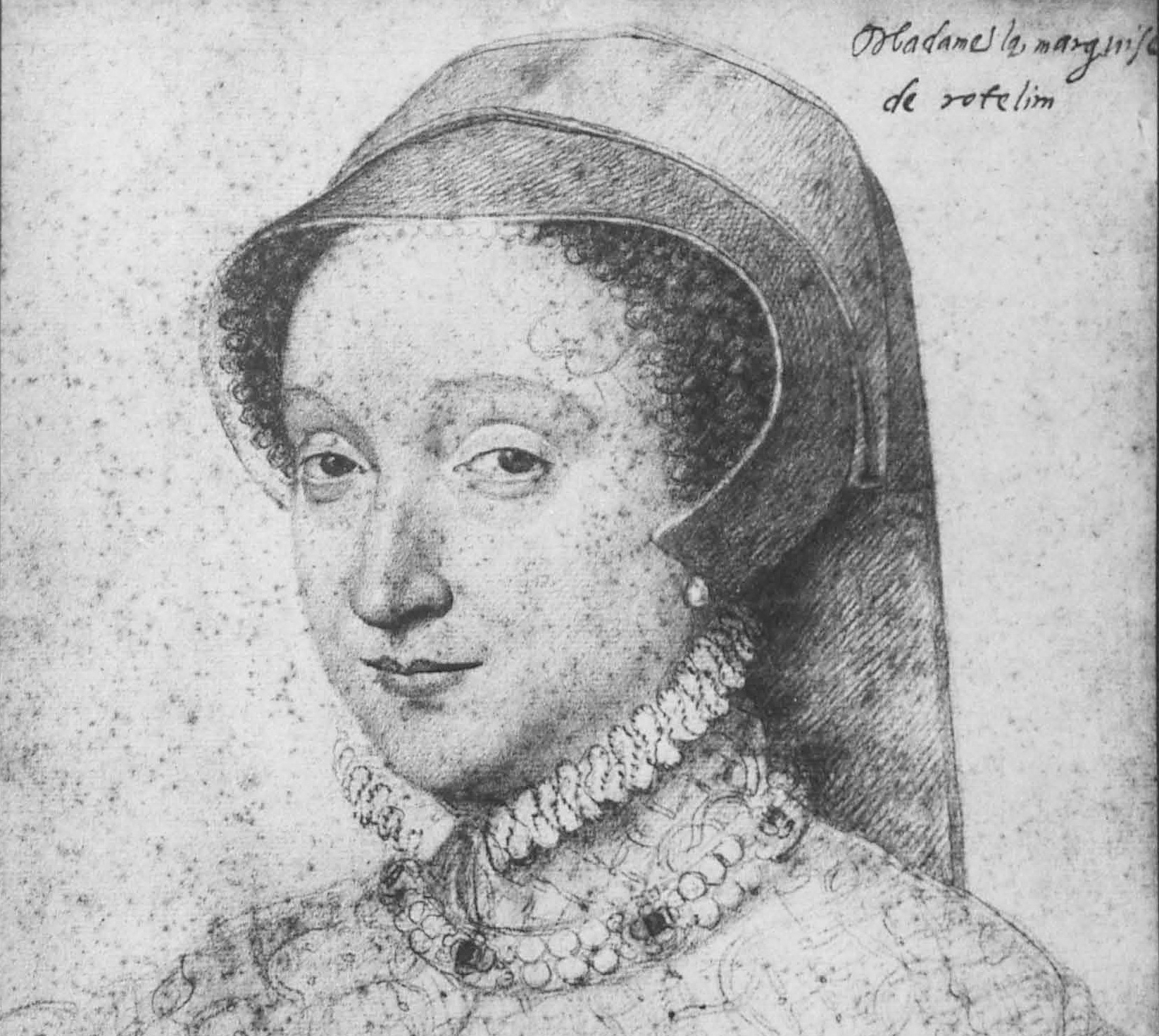
Jacqueline de Rohan, Herzogin von Longueville

Jacqueline de Rohan Gié  (* um 1520; † 1587) war eine französische Gerichtsbeamtin und Aristokratin, die Herzogin von Longueville und eine Unterstützerin des Protestantismus.
Sie wird auch Jacqueline Dame de Blandy-les-Tours, Jacqueline Dame de Gié, Jacqueline Marquise de Rothelin oder Jacqueline Princesse de Neufchâtel genannt.

## Biografie
Jacqueline de Rohan wurde ungefähr 1520 als Tochter von Charles de Rohan, Seigneur de Gié und der Prinzessin Jeanne de Saint-Severin (Giovanna Sanseverino) als französische Adelige geboren. Somit war sie eine Enkelin von Pierre I. de Rohan. Sie heiratete am 19. Juni 1536 François d’Orléans-Longueville in Lyon. Sie hatten zusammen drei Kinder: 
- Léonor (* 1540; † 7. August 1573 in Blois), 6. Duc de Longueville 1551, 5. souveräner Graf von Neuenburg, 9. Comte de Dunois etc.; ⚭ 2. Juli 1563 Marie de Bourbon, 1546 4. Duchesse d’Estouteville, 4. Comtesse de Saint-Pol (* 30. Mai 1539; † 7. April 1601), Tochter von François I. de Bourbon, Duc d’Estouteville
- Kind (* in Blandy, getauft am 5. Dezember 1547 ebenda)
- Éléonore Françoise (* posthum 5. April 1549 in Châteaudun; † 11. Juni 1601 im Hôtel de Soissons in Paris), helvetischer Konfession; ⚭ 8. November 1565 auf Burg Vendôme Louis I. de Bourbon, prince de Condé († 13. März 1569)

François d’Orléans starb am 25. Oktober 1548. Sie heiratete daraufhin nie wieder.

## Rolle im Protestantismus
Jacqueline konvertierte um 1557 zum Protestantismus. Sie hatte die Burg von Blandy-les-Tours als Mitgift erhalten und dort hugenottische Flüchtlinge aufgenommen, insbesondere nach dem Religionskrieg 1562. Dafür wurde sie 1567 im Louvre inhaftiert. Sie starb im Juli 1587.

### Vier Beerdigungen
Obwohl sie als Protestantin starb, wurde sie im Chor der Kirche von Blandy-les-Tours beerdigt. Nach den Ereignissen der Französischen Revolution wurde ihr Körper 1794 exhumiert und auf dem Gemeinschaftsfriedhof wieder beigesetzt. Ihr Körper wurde 1854 erneut umgebettet, als der Blandy-Friedhof aus dem Dorf verlegt wurde. Das Grab wurde 1990 zerstört und dann restauriert; bei dieser Gelegenheit musste das Grab erneut bewegt werden, und erst dann, bei ihrer vierten Beerdigung, erhielt Jacqueline endlich eine protestantische Beerdigung.

## Kinder
- Léonor (1540–1573), Herzog von Longueville
- Jacques (1547), starb im Säuglingsalter
- Françoise d’Orléans-Longueville (ca. 1549–1601)